# Coperta ponderata

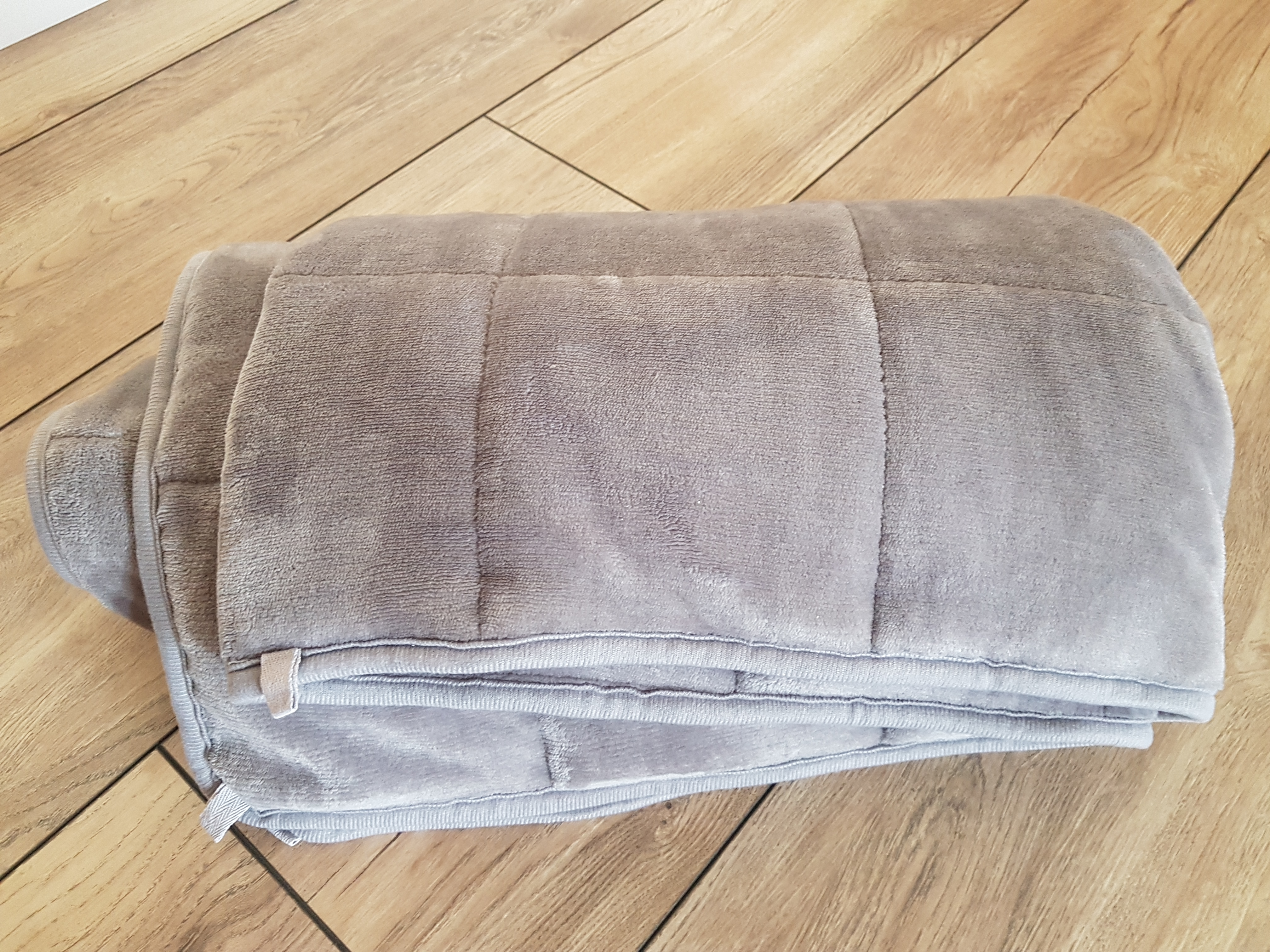
Esempio di coperta da.

Una coperta ponderata è una coperta appesantita usata per favorire il sonno e ridurre l'ansia. Inizialmente, le coperte ponderate erano usate prevalentemente come strumenti terapeutici per assistere le persone con disturbi dello spettro autistico, demenza o altro disturbo mentale. Successivamente sono diventate un prodotto di massa con crescente popolarità, soprattutto nel mondo anglosassone.

## Uso
Le coperte ponderate sono spesso utilizzate in terapia occupazionale per aiutare le persone a migliorare la loro condizione emotiva e fisica. Nello specifico, le coperte ponderate vengono utilizzate in un tipo di terapia occupazionale chiamata "terapia di integrazione sensoriale", che aiuta le persone con autismo o altre condizioni mentali a concentrarsi sulle esperienze sensoriali. Le coperte ponderate sono solo uno dei tanti strumenti che i terapisti occupazionali utilizzano per fornire una "stimolazione profonda" che, secondo gli esperti, può essere di aiuto nell'autocontrollo delle emozioni e del comportamento.
Sebbene le prime ricerche indichino che le coperte ponderate possono essere uno strumento terapeutico appropriato quando si tratta di ridurre l'ansia, le revisioni dell'attuale letteratura medica rilevano che la ricerca in quest'area è scarsa.
Secondo altri studi le coperte ponderate possono ridurre l'ansia e, di conseguenza, consentire a chi le indossa di addormentarsi più rapidamente. Tuttavia, alcuni esperti notano anche che sono necessarie ulteriori ricerche in questo settore, poiché non ci sono ancora prove sufficienti per dimostrare che queste coperte siano utili per l'insonnia. Inoltre, c'è la possibilità di un effetto placebo quando si tratta di sintomi di insonnia. Questi aspetti dovranno essere presi in considerazione in studi futuri.